# Itami (Hyōgo)
Itami (伊丹市 Itami-shi?) es una ciudad situada en la prefectura de Hyōgo (Japón). La población estimada en el año 2008 era de 194.338 habitantes. El área total es de 24,95 km².
El centro de Itami se convirtió un pueblo rico a mediados del periodo Sengoku. Fue llamada Itami-go (Pueblo de Itami) y fue conocida como el único pueblo japonés en tener un castillo.
Itami-go fue parte del Castillo Arioka en donde Araki Murashige reinó bajo Oda Nobunaga. Tras la derrota de Araki, el castillo fue derribado.
La ciudad se funda el 10 de noviembre de 1940. Grande porciones de la ciudad fueron derrumbadas tras en el gran terremoto de Hanshin de 1955, pero fueron rápidamente reconstruidas.
Gran parte del Aeropuerto Internacional de Osaka se encuentra ubicado en Itami, conectado por un túnel subterráneo. La ciudad es famosa por su parque Koyaike, que contiene un modelo del archipiélago japonés en un estanque. Pero es más importante por ser una ciudad productora de sake.